# Spodnji Čačič
Spodnji Čačič este o localitate din comuna Osilnica, Slovenia, cu o populație de 0 locuitori.